# Flamant (bateau)
Pour les articles homonymes, voir Flamant.
Le Flamant (numéro de coque P676) est un patrouilleur de service public de la Force d'action navale est attaché au port militaire de Cherbourg. Berlaimont est sa ville marraine depuis le 16 mai 1998.
Le Flamant est le premier bâtiment d'une série de patrouilleurs spécialement dédiés à l'action de l'État en mer. Il est de type OPV 54.
Le bâtiment possède un radier à l'arrière pour deux embarcations type Hurricane, ce qui permet leur mise en œuvre pendant que le bâtiment fait route à faible vitesse.
L'inaction du navire, alors commandé par le centre régional opérationnel de surveillance et de sauvetage Gris-Nez, est mise en cause dans l'enquête sur le naufrage du 24 novembre 2021 dans la Manche.

## Missions
Les missions du Flamant sont :
- la surveillance des côtes dans la zone économique exclusive française (ZEE) ;
- le contrôle assermenté des pêches ;
- les interventions côtières.

Il a participé à l'Armada de Rouen : en 2008 et en 2023
En janvier 2022, dans le cadre de sa mission de surveillance, il accompagne trois navires de débarquement russes (les Olenegorski Gornjak,Georgi Pobedonosez et Piotr Morgunov) qui transitent par la Manche lors de leur voyage vers l'Ukraine.

## Équipement électronique
- Pilote automatique
- 1 radar Racal-Decca 250
- 1 radar Racal-Decca 20V90
- 1 système Inmarsat M.

## Caractéristiques de l'embarcation Hurricane
- Propulsion: Water Jet
- Vitesse Maximum: 30 nœuds (55 km/h)
- Longueur : 6,70 m
- Puissance : 200 ch